# Susanne Hennig-Wellsow
Susanne Hennig-Wellsow (Demmin, 13 oktober 1977) is een Duitse politica. 
Zij was duo-voorzitter van Die Linke van 27 februari 2021 tot 20 april 2022.

## Jeugd en opleiding
Hennig werd geboren in de DDR en studeerde in 1996 af aan de Sportschool in Erfurt. Van 1984 tot 1999 was ze een atleet in schaatsen. Tussen 1996 en 2001 studeerde ze pedagogiek aan de universiteit van Erfurt.
Van 2001 tot 2004 werkte ze als onderwijs- en media-assistent voor de PDS-fractie in de deelstaat Thüringen.
Ze is sinds 2021 lid van de Duitse Bondsdag.

## Privé
Hennig-Wellsow is getrouwd, heeft een kind (* 2014) en woont in Erfurt.
- Gemeinsame Normdatei: 1060668483
- Library of Congress Control Number: no2017075710
- Virtual International Authority File: 310707518
- WorldCat: E39PCjK3GVKv8r74yWvh8wGTH3